# Europeiska ekonomiska och sociala kommittén
Europeiska ekonomiska och sociala kommittén (EESK) är ett rådgivande organ inom Europeiska unionen, bestående av 329 företrädare för det civila samhället. Kommitténs funktion är att avge yttranden till Europaparlamentet, Europeiska unionens råd och Europeiska kommissionen i frågor som rör bland annat den inre marknaden, miljö- och konsumentpolitik samt etableringsrätten för företag.
Kommittén leds av sin ordförande, som sedan den 26 april 2023 är Oliver Röpke. Ledamöterna i kommittén är organiserade i tre olika grupper: arbetsgivare, arbetstagare och övriga intressegrupper. Kommittén har sitt säte i Bryssel, Belgien.

## Historia
Ekonomiska och sociala kommittén inrättades den 1 januari 1958 när Romfördraget trädde i kraft. Genom europeiska enhetsakten och senare fördrag stärktes organets funktioner. Ledamöterna utsågs till en början för en period av fyra år i taget. Genom Lissabonfördraget, som trädde i kraft den 1 december 2009, ändrades mandatperioden till fem år.

## Sammansättning och funktionssätt
Ekonomiska och sociala kommittén är ett av Europeiska unionens organ. Dess sammansättning och funktionssätt regleras av fördraget om Europeiska unionens funktionssätt. Kommittén antar med absolut majoritet en arbetsordning, som fastställer ytterligare bestämmelser om dess funktionssätt.
Kommittén sammanträder i regel nio gånger per år, efter kallelse av sin ordförande. Detta kan ske antingen på eget initiativ eller på begäran av Europaparlamentet, rådet eller kommissionen. Kommittén består av företrädare för organisationer för arbetsgivare, löntagare och andra företrädare för det civila samhället, däribland för socioekonomiska, medborgerliga områden och fackområden samt kulturella områden.

### Ledamöter
| Medlemsstat   | Antal ledamöter |
| ------------- | --------------- |
| Belgien       | 12              |
| Bulgarien     | 12              |
| Cypern        | 6               |
| Danmark       | 9               |
| Estland       | 7               |
| Finland       | 9               |
| Frankrike     | 24              |
| Grekland      | 12              |
| Irland        | 9               |
| Italien       | 24              |
| Kroatien      | 9               |
| Lettland      | 7               |
| Litauen       | 9               |
| Luxemburg     | 6               |
| Malta         | 5               |
| Nederländerna | 12              |
| Polen         | 21              |
| Portugal      | 12              |
| Rumänien      | 15              |
| Slovakien     | 9               |
| Slovenien     | 7               |
| Spanien       | 21              |
| Sverige       | 12              |
| Tjeckien      | 12              |
| Tyskland      | 24              |
| Ungern        | 12              |
| Österrike     | 12              |

Antalet ledamöter i Europeiska ekonomiska och sociala kommittén får enligt fördraget om Europeiska unionens funktionssätt inte överstiga 350. Sedan Storbritanniens utträde ur Europeiska unionen den 1 februari 2020 består kommittén av totalt 329 ledamöter. Europeiska unionens råd fastställer med enhällighet på förslag av Europeiska kommissionen mandatfördelningen mellan medlemsstaterna. Ledamöterna utses av rådet, efter samråd med kommissionen och det civila samhället, för en period av fem år, som kan förnyas. Varje medlemsstat lägger fram ett förslag till rådet om vem som ska utses till ledamöter från den medlemsstaten.
Ledamöterna i kommittén är indelade i tre olika grupper: arbetsgivare, arbetstagare och övriga intressegrupper. Den första gruppen innefattar företrädare för industri-, handels- och finanssektorn samt näringslivet, inom både offentlig och privat sektor. Den andra gruppen innefattar företrädare för fackliga organisationer. Den tredje gruppen innefattar företrädare för bland annat jordbrukare, konsumenter, den sociala ekonomin, hantverkare samt små och medelstora företag. Den innefattar även frivilligorganisationer inom det sociala området liksom organisationer för miljö och fria yrkesutövare.

### Presidiet och ordförande

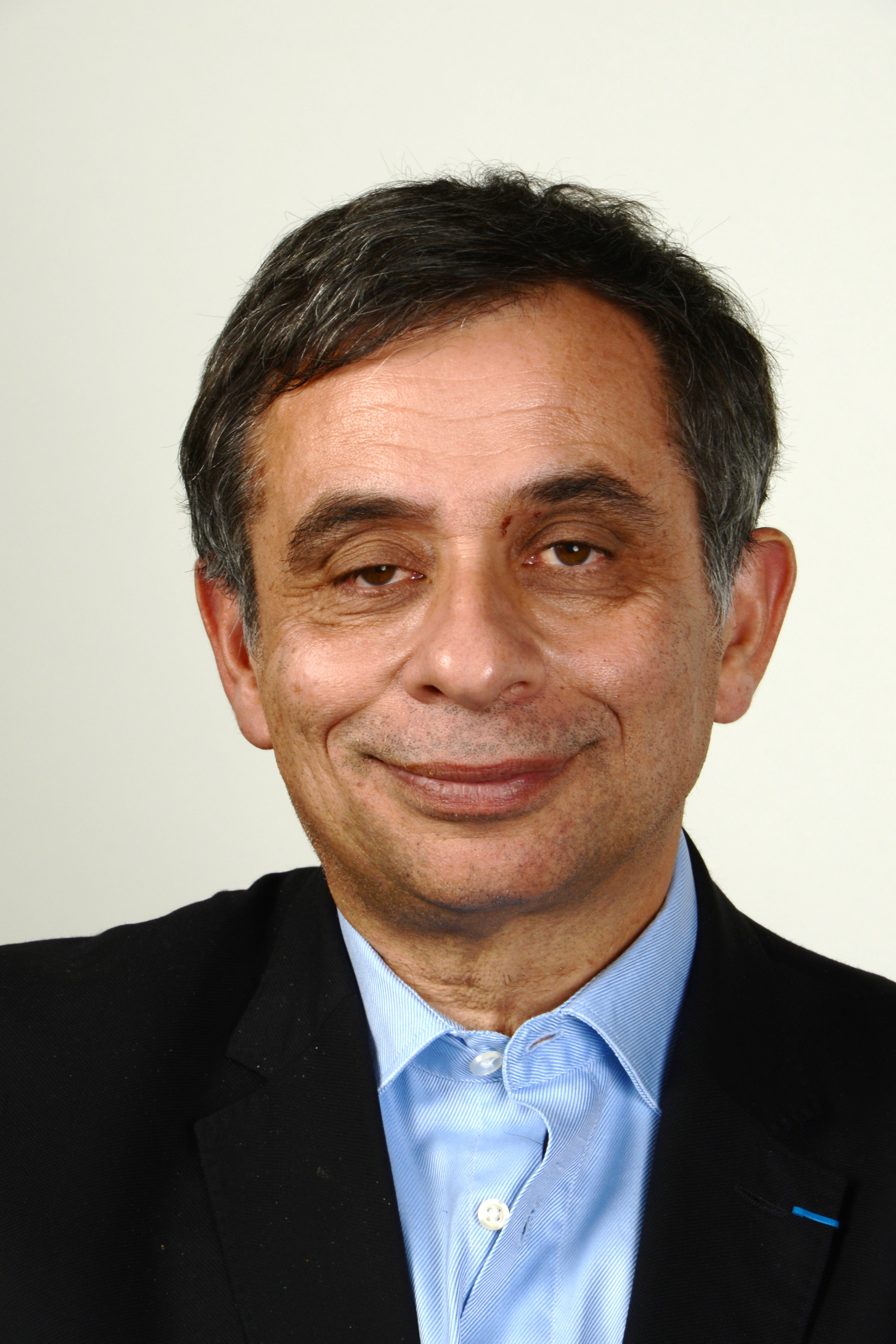
Henri Malosse var ordförande för kommittén 2013–2015.

Bland sina egna ledamöter väljer kommittén en ordförande och ett presidium. Utöver ordföranden består presidiet av två vice ordförande, tre gruppordförande, sex facksektionsordförande samt ett antal övriga ledamöter. Presidiets totala antal ledamöter får inte överstiga antalet medlemsstater. Ordföranden och de två vice ordförandena får inte komma från samma grupp i kommittén. Både ordföranden och presidiets övriga ledamöter väljs av kommittén för en period av två och ett halvt år i taget. Ordföranden ansvarar för att leda kommitténs arbete och representera kommittén utåt.
Presidiet ansvarar för att fastställa kommitténs organisation och interna arbetsgång, utöva vissa budgetbefogenheter och undersöka vilka åtgärder som vidtas till följd av kommitténs yttranden.

### Facksektioner
Ekonomiska och sociala kommittén är internt organiserad i utskottsliknande facksektioner. Varje facksektion ansvarar för ett visst ämnesområde. Kommittén kan på förslag av sitt presidium inrätta fler facksektioner inom de områden som omfattas av fördragen. I regel måste varje ledamot sitta med i minst en och högst två facksektioner. Detta gäller dock inte ordföranden och i undantagsfall kan en ledamot sitta med i mer än två facksektioner.
De nuvarande sex facksektionerna är följande:
- Sektionen för jordbruk, landsbygdsutveckling och miljö
- Sektionen för ekonomiska och monetära unionen och ekonomisk och social sammanhållning
- Sektionen för sysselsättning, sociala frågor och medborgarna
- Sektionen för yttre förbindelser
- Sektionen för inre marknaden, produktion och konsumtion
- Sektionen för transporter, energi, infrastruktur och informationssamhället

## Funktioner och befogenheter
Ekonomiska och sociala kommitténs centrala funktion är att avge yttranden i samband med lagstiftning på de områden som berör arbetsmarknadens parter eller andra organisationer i det civila samhället. I de fall då fördraget om Europeiska unionens funktionssätt föreskriver det måste Europaparlamentet, rådet och kommissionen samråda med kommittén. Kommittén kan också på eget initiativ avge yttranden när den så finner det lämpligt. Europaparlamentet, rådet och kommissionen kan sätta en tidsfrist på minst en månad för hur länge kommittén har på sig att behandla ett visst ärende. Om kommittén inte har avgett något yttrande inom tidsfristen, kan institutionerna behandla ärendet utan att ta hänsyn till kommittén. Kommitténs ledamöter får inte bindas av några instruktioner, utan ska vara helt oberoende i sin tjänsteutövning.

## Säte och administration
Ekonomiska och sociala kommittén har sitt säte i Bryssel, Belgien. Kommittén har tillsammans med Europeiska regionkommittén runt 1 300 anställda. Arvoden för kommitténs ledamöter fastställs av Europeiska unionens råd.